# Vrij verkeer
In het vrije verkeer brengen is een van de meest voorkomende douaneregelingen. Niet-communautaire goederen kunnen in het vrije verkeer worden gebracht als het de bedoeling is dat de goederen in de Europese Unie blijven.
Het gaat bij deze douaneregeling om de vaststelling van de eventueel verschuldigde belasting. Van belang is daarbij welke gegevens in de douaneaangifte moeten worden vermeld om de belasting te berekenen. De belangrijkste drie gegevens, die in het algemeen in de aangifte moeten worden opgenomen, zijn:
- de waarde
- de goederen
- de oorsprong

Tevens kunnen niet-fiscale bepalingen bij het in het vrije verkeer brengen van belang zijn.
Bij het brengen in het vrije verkeer kunnen verschillende belastingen en heffingen verschuldigd zijn. Communautaire belastingen en heffingen worden afgedragen aan de EU. Dit zijn de rechten bij invoer. Nationale belastingen en heffingen komen in de nationale schatkist.

## Rechten bij invoer
De navolgende belastingen zijn de rechten bij invoer:

### Douanerechten
Er wordt een onderscheid gemaakt tussen waarderecht en specifiek recht. Van een waarderecht wordt gesproken als het douanerecht wordt berekend over de waarde van de goederen. Het waarderecht wordt ook wel ad valorem-recht genoemd. Van een specifiek recht wordt gesproken als het douanerecht wordt berekend over een bepaalde hoeveelheid, bijvoorbeeld in liter, kilogram, meter, etc. Soms is een combinatie van beide mogelijk.

### Heffingen in het kader van het gemeenschappelijk landbouwbeleid
Om de Europese  landbouwmarkt te beschermen, worden bij het in het vrije verkeer brengen van bepaalde landbouwgoederen heffingen opgelegd. Door deze heffingen worden landbouwgoederen die uit een derde land geïmporteerd worden net zo duur als de landbouwgoederen die binnen de EU geproduceerd worden.

### Anti-dumpingheffingen
Als goederen naar de EU verkocht worden die buiten de EU tegen een veel lager prijs geproduceerd zijn dan de prijs die in het land van productie zelf betaald moet worden kan er sprake zijn van dumping. Als wordt vastgesteld dat er inderdaad sprake is van dumping wordt bij het in het vrije verkeer brengen van de goederen een anti-dumpingheffing opgelegd. De namen van bedrijven die in het land van uitvoer deze goederen tegen deze lage prijzen leveren worden vastgelegd in EU-bepalingen. Een anti-dumpingheffing is geen algemene heffing die van toepassing is op alle soortgelijke goederen, maar een heffing die van toepassing is op bepaalde goederen, afkomstig uit een bepaald land en naar de EU geëxporteerd wordt door een bepaalde exporteur.

### Compenserende rechten
Wanneer buitenlandse overheden financiële steun verlenen aan exporterende bedrijven in het land van uitvoer en deze subsidie veroorzaakt schade aan een bepaalde bedrijfstak kan de EU een compenserend recht instellen.

### Aanvullende douanerechten
In het geval van een plotse toename de invoer van bepaalde goederen of als reactie bij een handelsgeschil met een derde land kunnen aanvullende douanerechten ingesteld worden. Deze worden genomen om een eigen industrietak te beschermen. Een voorbeeld hiervan zijn aanvullende douanerechten die van toepassing zijn op bepaalde staalproducten uit de Verenigde Staten.

## Nationale belastingen
De nationale belastingen die bij het in het vrije verkeer brengen verschuldigd zijn, zijn de volgende:

### Omzetbelasting
Omzetbelasting (btw) is een algemene verbruiksbelasting in de Europese Unie en is bij een aantal situaties verschuldigd:
- levering van goederen of diensten door een ondernemer in een lidstaat
- intracommunautaire verwerving van goederen door een ondernemer
- intracommunautaire verwerving van nieuwe vervoermiddelen.

Van de invoer van goederen is onder meer sprake als niet-communautaire goederen in het vrije verkeer gebracht worden. Dat betekent dat bij in het brengen in het vrije verkeer naast de rechten bij invoer ook btw verschuldigd is.
Bij het brengen in het vrije verkeer wordt vrijwel nooit direct btw betaald als de goederen bestemd zijn voor een ondernemer. De btw wordt dan verlegd naar de administratie van de ondernemer. Dit wordt de verleggingsregeling genoemd. De betaling van de btw vindt plaats bij de periodieke btw-aangifte die de ondernemer moet doen. Deze verleggingsregeling verschilt van lidstaat tot lidstaat. In Nederland zijn er twee soorten verleggingen:
- automatische verlegging voor bepaalde goederen; dit betreft veelal grondstoffen en hierbij moet de omzetbelasting verplicht verlegd worden.
- aanwijzing artikel 23 van de Wet Omzetbelasting. Hier moet de importeur die van deze regeling gebruik wil maken een zogenaamd codenummer art.23 WET OB aanvragen. Deze aanvraag kan niet bij de douane gedaan worden, maar moet bij de belastingregio gedaan worden waar ook de periodieke aangifte omzetbelasting ingediend moet worden.

### Accijnzen
Accijns is net als de btw een verbruiksbelasting maar een bijzondere verbruiksbelasting. Dit betekent dat enkel het verbruik van sommige goederen is belast. De btw echter moet vrijwel voor alle goederen worden betaald terwijl de accijns slechts op een bepaald aantal goederen drukt. Op de volgende goederen wordt accijns berekent:
- bier
- wijn
- tussenproducten (sherry, port)
- overige alcoholhoudende producten (bijvoorbeeld jenever, whisky)
- tabaksproducten
- minerale oliën (bijvoorbeeld benzine, gasolie)

Om de accijnsbepalingen op elkaar af te stemmen zijn in alle lidstaten van de EU dezelfde goederen met accijns belast. Als accijnsgoederen in het vrije verkeer worden gebracht dan wel worden uitgeslagen uit een accijnsgoederenplaats (AGP), is de accijns verschuldigd. Bij bepaalde bestemmingen is bij uitslag uit een AGP geen accijns verschuldigd.
De heffing van accijns bij zakelijke transacties binnen de EU vindt plaats in het EU-land van bestemming. Men gaat uit van het bestemmingslandbeginsel. Dit geldt echter niet voor particulieren. Die worden geacht de accijns in het land van aankoop te hebben betaald. De particulieren moeten de accijnsgoederen dan wel zelf meebrengen.

### Verbruiksbelasting
Sommige landen kennen nog andere verbruiksbelastingen, bijvoorbeeld op alcoholvrije dranken (limonade, vruchtensappen, mineraalwater). In België noemt men dat ook accijns. In Nederland gebruikt men het woord verbruiksbelasting en zolang de goederen daar liggen opgeslagen in een inrichting voor verbruiksbelasting (IVV) is geen verbruiksbelasting verschuldigd.

## Monsterneming
Voor belanghebbende is het mogelijk de binnengekomen goederen te onderzoeken. Om meer redenen kan een onderzoek nodig zijn. In sommige gevallen is er niet voldoende informatie over de goederen bekend of moeten specifieke gegevens op de aangifte worden vermeld. Soms kan worden volstaan met het zogenaamde bezichtigen van de goederen, maar ook komt het voor dat van de goederen monsters moeten worden genomen om ze nader te laten onderzoeken. Dit is bijvoorbeeld het geval bij alcoholhoudende stoffen waarbij het gehalte en de samenstelling niet bekend is. Er wordt dan een verzoek tot monsterneming ingediend bij de douane.
Ook kan het initiatief tot monsterneming bij de douane liggen. Dit kan het geval zijn als een nadere controle moet worden ingesteld. De belanghebbende heeft dan de verplichting eventuele bijstand bij deze monsterneming te verlenen.

## Verlaging van douanerechten
De EU heeft met verschillende landen overeenkomst gesloten waardoor bij het brengen in het vrije verkeer van goederen afkomstig van die landen geen dan wel een verlaagd douanerecht van toepassing is. Deze overeenkomsten kunnen unilateraal of bilateraal zijn. Bij een unilaterale overeenkomst past alleen de EU een verlaagd of 0-tarief (0% invoerrechten) toe. Dit soort overeenkomsten komen met name voor met ontwikkelingslanden. Bij de invoer van goederen in die ontwikkelingslanden moet daar het gewone tarief betaald worden. Bij bilaterale overeenkomsten worden in beide landen een verlaagd of 0-tarief toegepast. Wil men gebruikmaken van de verlaagde of 0-tarieven dan moet in veel gevallen de oorsprong worden aangetoond. Ook kunnen er algemene verlagingen zijn. Die gelden dan altijd, ongeacht waar de goederen vandaan komen.

### Preferentiële douanerechten
Met een aantal landen of groepen van landen zijn overeenkomsten gesloten waarbij wederzijds geen of een verlaagd douanerecht wordt geheven. Er wordt dan een preferentie (begunstiging) verleend. In deze gevallen is het noodzakelijk dat de oorsprong van de goederen wordt aangetoond.

### Algemene tariefpreferenties
De EU heeft met een aantal ontwikkelingslanden overeenkomsten gesloten waarbij os afgesproken dat bij het in het vrije verkeer brengen van de EU, geen of een verlaagd douanerecht wordt geheven. Deze overeenkomsten zijn unilateraal. Het doel ervan is de export uit die landen naar de EU te stimuleren. Wil men van deze mogelijkheid gebruikmaken, dan moet ook hier de oorsprong uit die landen worden getoond. De EU bepaalt ieder jaar welke landen van deze begunstiging gebruik kunnen maken.

### Schorsingen
Indien bepaalde goederen binnen de EU schaars zijn, wordt het douanerecht voor deze goederen geschorst om de import van deze goederen te stimuleren. Dat wil zegen dat gedurende een bepaalde periode een bepaald aantal goederen niet wordt belast met douanerecht dan wel in tarief wordt verlaagd. De EU-verordeningen geven aan voor welke goederen de schorsingen gelden.

### Tariefcontingenten
Er is sprake van een tariefcontingent als het douanerecht voor bepaalde goederen, gedurende een bepaalde periode en voor een bepaalde hoeveelheid is geschorst dan wel verlaagd. Ook deze contingenten zijn in de EU-verordeningen geregeld. Meestal vindt de zogenaamde opening van tariefcontingenten tweemaal per jaar plaats. Afspraken over tariefcontingenten kunnen unilateraal of bilateraal geregeld zijn.

### Bijzondere bestemmingen
Wanneer goederen een bijzondere bestemming in de EU krijgen, bestaat de mogelijkheid gebruik te maken van een gunstige tariefregeling. Ook in deze gevallen ligt een EU-verordening aan deze mogelijkheid ten grondslag. Bij de tariefpost in het gebruikstarief staan voetnoten met de vermelding dat de indeling is onderworpen aan voorwaarden en bepalingen. Het lagere douanerecht dat hierbij wordt toegepast wordt bestemmingsrecht genoemd. Om van deze regeling gebruik te kunnen maken moet men in het bezit zijn van een vergunning en moet gebruik worden gemaakt van het controleformulier T5.

## Invoervergunningen
In sommige gevallen kunnen bij invoer niet-fiscale bepalingen een rol spelen. Dit is bijvoorbeeld het geval als goederen afkomstig zijn uit landen waarvan de invoer om welke reden dan ook onder controle moet worden gehouden. De invoer uit landen kan alleen worden toegestaan als een invoervergunning is verleend.